# HMS Epervier (1812)
El HMS Epervier fue una balandra de guerra de 18 cañones nominales que sirvió en la Royal Navy durante la Guerra anglo-estadounidense de 1812 y tras ser capturada sirvió en la Armada de los Estados Unidos como USS Epervier en la Segunda Guerra Berberisca. El buque fue diseñado por William Rule, siendo su construcción dirigida por Mrs. Mary Ross.

## Historia
Durante la guerra con los Estados Unidos el HMS Epervier operó bloqueando exitosamente las costas estadounidenses. El 20 de agosto de 1813 capturó la goleta Lively, que navegaba desde St. Thomas a Halifax, Nueva Escocia. El 20 de septiembre el HMS Epervier capturó al Active, de 390 t que navegaba con carga de hierro de Gottenburg a Boston y el 23 de ese mes, en conjunto con el HMS Majestic y el HMS Wasp, capturó al Resolution.
El 5 de octubre el Epervier y el HMS Fantome capturaron al corsario de 5 cañones Portsmouth Packet, que había abandonado Portsmouth el día anterior. El 3 de noviembre, junto al Fantome, capturó el Peggy, pequeño mercante de 91 t. 
El 23 de febrero de 1814 al mando de Richard Walter Wales capturó al bergantín corsario de 16 cañones Alfred. Regresando a puerto con su presa el comandante Wales sospechó una conspiración entre parte de su tripulación y los prisioneros del Alfred para tomar ambos buques y dedicarlos al corso. Wales arribó a Halifax dos días después y puso al tanto de la situación a su tío, el almirante John Borlase Warren, comandante de la estación naval, quien desechó sus sospechas.
Tras modificar parte de su artillería montando dos carronadas de a 18, el 3 de marzo zarpó junto al HMS Shelburne con un pequeño convoy rumbo a las Bermudas. Ningún cambio se había efectuado en la tripulación.
Tras dejar Port Royal, Jamaica, el 14 de abril el Epervier arribó a La Habana, donde cargó mercaderías por un valor de $118000, zarpando de regreso a Halifax el 25 de ese mes.
El 29 de abril fue alcanzado en latitud 27º 47' norte, 80° 7' longitud oeste, cerca de Cabo Cañaveral, Florida, por un buque de bandera inglesa que resultó ser la balandra de guerra de 22 cañones USS Peacock, al mando de Lewis Warrington. A las 9:40 la Peacock cambió de bandera y a las 10 el Epervier efectuó una primera andanada por estribor que desmontó las carronadas. El fuego había sido bien dirigido y el Peacock sufrió algunos daños en la arboladura y un principio de incendio que fue rápidamente controlado.
El Epervier maniobró y consiguió efectuar una descarga por babor pero los pernos también saltaron, por lo que quedó prácticamente inerme. Por añadidura buena parte de la tripulación, ya de por sí desafecta a su comandante, se encontraba enferma, con lo que la situación de Wales era desesperada. Tras 40 minutos de combate, el Epervier había recibido 45 impactos, tenía 1.5 m de agua y había sufrido 8 muertos y 15 heridos, un 20% de bajas.
El comandante Wales reunió a su tripulación para organizar partidas de abordaje en un último intento de revertir la situación, pero sus hombres se negaron a seguirlo por lo que a las 11 de la mañana rindió su nave, que fue trasladada por el teniente John B. Nicolson a Savannah, Georgia, para ser reparada. Una corte marcial británica efectuada el 20 de enero de 1815 eximió a Wales de toda culpa por la pérdida de su navío.
Incorporado a la marina de los Estados Unidos, el USS Epervier al mando del comandante John Downes partió para integrarse al Escuadrón del Mediterráneo al mando del comodoro Stephen Decatur en operaciones contra el bey de Argelia durante la Segunda Guerra Berberisca. 
Junto al Guerriere, el Constelation y el Ontario luchó en la batalla del cabo de Gata el 17 de junio de 1815, desempeñando un papel principal en la captura de la fragata Meshuda.
Dos días después, en concurso con 3 pequeños buques de la flota, en la batalla del cabo de Palos (1815) capturó el bergantín argelino de 22 cañones Estedio. Tras la paz, Decatur transfirió a Downes al Guerriere y al teniente de este último John T. Shubrick al Epervier, enviándolo de regreso a los Estados Unidos con una copia del tratado y las banderas capturadas. El Epervier cruzó el estrecho de Gibraltar el 14 de julio de 1815 sin que volvieran a tenerse noticias. Desapareció con una tripulación de 132 marineros y 2 infantes de marina, probablemente a consecuencias de un huracán en el Atlántico el 9 de agosto de 1815. Su desaparición alimentaría posteriormente la leyenda del Triángulo de las Bermudas.